# 伯氏小褐鱈
伯氏小褐鱈，為輻鰭魚綱鱈形目稚鱈科的其中一種，分布於西印度洋33°09'S, 43°48'E海域，深度460-695公尺，為深海魚類，棲息在底中層水域，生活習性不明。

## 扩展阅读
維基物種上的相關：伯氏小褐鱈